# 北海道第1区
北海道第1区（ほっかいどうだい1く）は、日本の衆議院議員総選挙における選挙区。1994年（平成6年）の公職選挙法改正で設置。

## 区域

### 現在の区域
2017年（平成29年）公職選挙法改正以降の区域は以下のとおりである。
- 札幌市
  - 中央区
  - 北区（鉄西連合町内会管内）
    - 本庁管内の北6条西1〜9丁目、北7条西1〜10丁目、北8条西1〜11丁目、北9条西1〜11丁目、北10条西1〜11丁目、北11条西1〜11丁目、北12条西5〜12丁目、北13条西5〜12丁目、北14条西5〜13丁目、北15条西6〜13丁目、北16条西6〜13丁目、北17条西7〜13丁目

  - 南区
  - 西区（発寒・発寒北・八軒・八軒中央の各連合町内会管内を除く）
    - 山の手1条1〜13丁目、山の手2条1〜12丁目、山の手3条1〜12丁目、山の手4条1〜11丁目、山の手5条1〜10丁目、山の手6条1〜9丁目、山の手7条5〜8丁目、山の手、二十四軒1条1〜7丁目、二十四軒2条1〜7丁目、二十四軒3条1〜7丁目、二十四軒4条1〜7丁目、琴似1条1〜7丁目、琴似2条1〜7丁目、琴似3条1〜7丁目、琴似4条1〜7丁目、発寒6条14丁目、発寒7条14丁目、発寒8条13丁目14番、発寒8条14丁目、発寒9条13丁目5〜7番、発寒9条14丁目、小別沢、宮の沢1条1〜5丁目、宮の沢2条1〜5丁目、宮の沢3条2〜5丁目、宮の沢4条3〜5丁目、宮の沢、西町南1〜21丁目、西町北1〜20丁目、西野1条1〜9丁目、西野2条1〜10丁目、西野3条1〜10丁目、西野4条1〜10丁目、西野5条1〜10丁目、西野6条1〜10丁目、西野7条1〜10丁目、西野8条1〜10丁目、西野9条3〜9丁目、西野10条6〜9丁目、西野11条7〜9丁目、西野12条8丁目、西野13条8丁目、西野14条8丁目、西野、福井1〜10丁目、福井、平和1条2〜11丁目、平和2条1〜11丁目、平和3条4〜10丁目、平和

### 2017年以前の区域
1994年（平成6年）公職選挙法改正から2017年の小選挙区改定までの区域は以下のとおりである。
- 札幌市
  - 中央区
  - 南区
  - 西区

## 歴史
1996年（平成8年）の小選挙区制施行から5回連続で横路孝弘が当選していた民主王国であったが、2012年（平成24年）の第46回衆議院議員総選挙では自由民主党の新人、船橋利実が接戦の末に横路を破り、初当選した（横路は比例復活で当選）。2014年（平成26年）の第47回衆議院議員総選挙では海江田万里の落選や菅直人の夜中の当選の逆風下でも横路が船橋から議席を取り戻した。
2016年には横路が引退を表明。2017年（平成29年）10月の第48回衆議院議員総選挙では、横路の後継で立憲民主党から出馬した道下大樹と船橋の一騎打ちとなったが、道下が初当選した。船橋も、道内自民党小選挙区落選者で唯一、比例復活当選を果たした。2021年（令和3年）10月の第49回衆議院議員総選挙でも、前回船橋を推薦した新党大地の推薦を受けて日本維新の会が候補者を擁立するなか、野党統一候補となった道下が競り勝ち、船橋は前回より差を縮め、約90%の惜敗率を記録したが、比例復活できなかった。
2024年（令和6年）10月の第50回衆議院議員総選挙では船橋が参議院に鞍替えして2022年の参院選で当選、自民党は後継に学校法人理事を立てただけでなく野党も4名が立候補して乱立。しかし、自民党は裏金問題で逆風を受ける事となり、唯一現職だった道下が重複候補の復活当選を許さずに三選を果たした。
全国でも一票の格差が大きい選挙区のひとつであり、有権者数は道内最多。2009年（平成21年）9月時点での推計人口は574,196人であった。

## 小選挙区選出議員
| 選挙名                 | 年                 | 当選者   | 党派           |
| ---------------------- | ------------------ | -------- | -------------- |
| 第41回衆議院議員総選挙 | 1996年（平成8年）  | 横路孝弘 | 民主党         |
| 第42回衆議院議員総選挙 | 2000年（平成12年） | 横路孝弘 | 民主党         |
| 第43回衆議院議員総選挙 | 2003年（平成15年） | 横路孝弘 | 民主党         |
| 第44回衆議院議員総選挙 | 2005年（平成17年） | 横路孝弘 | 民主党         |
| 第45回衆議院議員総選挙 | 2009年（平成21年） | 横路孝弘 | 民主党         |
| 第46回衆議院議員総選挙 | 2012年（平成24年） | 船橋利実 | 自由民主党     |
| 第47回衆議院議員総選挙 | 2014年（平成26年） | 横路孝弘 | 民主党         |
| 第48回衆議院議員総選挙 | 2017年（平成29年） | 道下大樹 | 立憲民主党(旧) |
| 第49回衆議院議員総選挙 | 2021年（令和3年）  | 道下大樹 | 立憲民主党     |
| 第50回衆議院議員総選挙 | 2024年（令和6年）  | 道下大樹 | 立憲民主党     |

## 選挙結果
時の内閣：第1次石破内閣 解散日：2024年10月9日 公示日：2024年10月15日
当日有権者数：45万4514人 最終投票率：56.48%（前回比：2.65%） （全国投票率：53.85%（2.08%））
| 当落 | 候補者名 | 年齢 | 所属党派     | 新旧 | 得票数    | 得票率 | 惜敗率 | 推薦・支持               | 重複 |
| ---- | -------- | ---- | ------------ | ---- | --------- | ------ | ------ | ------------------------ | ---- |
| 当   | 道下大樹 | 48   | 立憲民主党   | 前   | 108,394票 | 43.34% | ――     | 社会民主党北海道連合推薦 | ○    |
|      | 加藤貴弘 | 41   | 自由民主党   | 新   | 80,133票  | 32.04% | 73.93% | 公明党・新党大地推薦     | ○    |
|      | 千葉尚子 | 44   | 日本共産党   | 新   | 21,451票  | 8.58%  | 19.79% |                          |      |
|      | 田中義人 | 52   | 参政党       | 新   | 20,097票  | 8.04%  | 18.54% |                          | ○    |
|      | 小林悟   | 60   | 日本維新の会 | 新   | 20,000票  | 8.00%  | 18.45% |                          | ○    |

時の内閣：第1次岸田内閣 解散日：2021年10月14日 公示日：2021年10月19日
当日有権者数：45万946人 最終投票率：59.13%（前回比：1.14%） （全国投票率：55.93%（2.25%））
| 当落 | 候補者名 | 年齢 | 所属党派     | 新旧 | 得票数    | 得票率 | 惜敗率 | 推薦・支持               | 重複 |
| ---- | -------- | ---- | ------------ | ---- | --------- | ------ | ------ | ------------------------ | ---- |
| 当   | 道下大樹 | 45   | 立憲民主党   | 前   | 118,286票 | 45.33% | ――     | 社会民主党北海道連合推薦 | ○    |
|      | 船橋利実 | 60   | 自由民主党   | 前   | 106,985票 | 41.00% | 90.45% | 公明党推薦               | ○    |
|      | 小林悟   | 57   | 日本維新の会 | 新   | 35,652票  | 13.66% | 30.14% | 新党大地推薦             | ○    |

- 船橋は2022年（令和4年）の第26回参議院議員通常選挙に北海道選挙区から立候補し、当選。
- 小林は第48回補欠選挙は2区から出馬。

時の内閣：第3次安倍第3次改造内閣 解散日：2017年9月28日 公示日：2017年10月10日
当日有権者数：44万3008人 最終投票率：60.27% （全国投票率：53.68%（1.02%））
| 当落 | 候補者名 | 年齢 | 所属党派   | 新旧 | 得票数    | 得票率 | 惜敗率 | 推薦・支持           | 重複 |
| ---- | -------- | ---- | ---------- | ---- | --------- | ------ | ------ | -------------------- | ---- |
| 当   | 道下大樹 | 41   | 立憲民主党 | 新   | 139,110票 | 53.48% | ――     |                      | ○    |
| 比当 | 船橋利実 | 56   | 自由民主党 | 元   | 120,987票 | 46.52% | 86.97% | 公明党・新党大地推薦 | ○    |

時の内閣：第2次安倍改造内閣 解散日：2014年11月21日 公示日：2014年12月2日
当日有権者数：49万592人 最終投票率：56.23%（前回比：2.48%） （全国投票率：52.66%（6.66%））
| 当落 | 候補者名   | 年齢 | 所属党派   | 新旧 | 得票数    | 得票率 | 惜敗率 | 推薦・支持 | 重複 |
| ---- | ---------- | ---- | ---------- | ---- | --------- | ------ | ------ | ---------- | ---- |
| 当   | 横路孝弘   | 73   | 民主党     | 前   | 116,398票 | 43.47% | ――     |            | ○    |
|      | 船橋利実   | 54   | 自由民主党 | 前   | 105,918票 | 39.55% | 91.00% | 公明党推薦 | ○    |
|      | 野呂田博之 | 56   | 日本共産党 | 新   | 32,031票  | 11.96% | 27.52% |            |      |
|      | 飯田佳宏   | 41   | 無所属     | 新   | 13,444票  | 5.02%  | 11.55% |            | ×    |

- 船橋の105,918票は落選した候補者の中で全国最多得票だった。
- 飯田は第24回参議院議員通常選挙に北海道選挙区から立候補し、落選。

時の内閣：野田第3次改造内閣 解散日：2012年11月16日 公示日：2012年12月4日
当日有権者数：48万4486人 最終投票率：58.71%（前回比：13.39%） （全国投票率：59.32%（9.96%））
| 当落 | 候補者名   | 年齢 | 所属党派     | 新旧 | 得票数   | 得票率 | 惜敗率 | 推薦・支持       | 重複 |
| ---- | ---------- | ---- | ------------ | ---- | -------- | ------ | ------ | ---------------- | ---- |
| 当   | 船橋利実   | 52   | 自由民主党   | 新   | 86,034票 | 31.07% | ――     | 公明党推薦       | ○    |
| 比当 | 横路孝弘   | 71   | 民主党       | 前   | 79,994票 | 28.89% | 92.98% | 国民新党推薦     | ○    |
|      | 大竹智和   | 35   | 日本維新の会 | 新   | 46,681票 | 16.86% | 54.26% | みんなの党推薦   | ○    |
|      | 清水宏保   | 38   | 新党大地     | 新   | 44,845票 | 16.20% | 52.12% | 日本未来の党推薦 | ○    |
|      | 野呂田博之 | 54   | 日本共産党   | 新   | 19,340票 | 6.98%  | 22.48% |                  | ○    |

時の内閣：麻生内閣 解散日：2009年7月21日 公示日：2009年8月18日
当日有権者数：47万5525人 最終投票率：72.10%（前回比：2.76%） （全国投票率：69.28%（1.77%））
| 当落 | 候補者名 | 年齢 | 所属党派   | 新旧 | 得票数    | 得票率 | 惜敗率 | 推薦・支持 | 重複 |
| ---- | -------- | ---- | ---------- | ---- | --------- | ------ | ------ | ---------- | ---- |
| 当   | 横路孝弘 | 68   | 民主党     | 前   | 183,216票 | 54.30% | ――     |            | ○    |
|      | 長谷川岳 | 38   | 自由民主党 | 新   | 124,343票 | 36.85% | 67.87% |            | ○    |
|      | 松井秀明 | 40   | 日本共産党 | 新   | 25,803票  | 7.65%  | 14.08% |            |      |
|      | 高元和枝 | 59   | 幸福実現党 | 新   | 4,083票   | 1.21%  | 2.23%  |            |      |

- 長谷川は2010年（平成22年）の第22回参議院議員通常選挙に北海道選挙区から立候補し、当選。

時の内閣：第2次小泉改造内閣 解散日：2005年8月8日 公示日：2005年8月30日
当日有権者数：46万581人 最終投票率：69.34%（前回比：10.22%） （全国投票率：67.51%（7.65%））
| 当落 | 候補者名 | 年齢 | 所属党派   | 新旧 | 得票数    | 得票率 | 惜敗率 | 推薦・支持 | 重複 |
| ---- | -------- | ---- | ---------- | ---- | --------- | ------ | ------ | ---------- | ---- |
| 当   | 横路孝弘 | 64   | 民主党     | 前   | 143,564票 | 45.73% | ――     |            | ○    |
|      | 三品孝行 | 39   | 自由民主党 | 新   | 128,166票 | 40.83% | 89.27% |            | ○    |
|      | 横山博子 | 63   | 日本共産党 | 新   | 25,481票  | 8.12%  | 17.75% |            |      |
|      | 秋元正博 | 49   | 新党大地   | 新   | 16,698票  | 5.32%  | 11.63% |            |      |

時の内閣：第1次小泉第2次改造内閣 解散日：2003年10月10日 公示日：2003年10月28日
当日有権者数：45万744人 最終投票率：59.12%（前回比：2.73%） （全国投票率：59.86%（2.63%））
| 当落 | 候補者名 | 年齢 | 所属党派   | 新旧 | 得票数    | 得票率 | 惜敗率 | 推薦・支持 | 重複 |
| ---- | -------- | ---- | ---------- | ---- | --------- | ------ | ------ | ---------- | ---- |
| 当   | 横路孝弘 | 62   | 民主党     | 前   | 143,987票 | 55.44% | ――     |            | ○    |
|      | 三品孝行 | 37   | 自由民主党 | 新   | 89,758票  | 34.56% | 62.34% |            | ○    |
|      | 横山博子 | 61   | 日本共産党 | 新   | 25,995票  | 10.01% | 18.05% |            |      |

時の内閣：第1次森内閣 解散日：2000年6月2日 公示日：2000年6月13日 最終投票率：61.85% （全国投票率：62.49%（2.84%））
| 当落 | 候補者名 | 年齢 | 所属党派   | 新旧 | 得票数    | 得票率 | 惜敗率 | 推薦・支持 | 重複 |
| ---- | -------- | ---- | ---------- | ---- | --------- | ------ | ------ | ---------- | ---- |
| 当   | 横路孝弘 | 59   | 民主党     | 前   | 132,514票 | 50.70% | ――     |            | ○    |
|      | 木本由孝 | 56   | 自由民主党 | 新   | 76,047票  | 29.09% | 57.39% |            | ○    |
|      | 小村貞三 | 53   | 日本共産党 | 新   | 32,267票  | 12.34% | 24.35% |            |      |
|      | 八田信之 | 55   | 自由党     | 新   | 20,554票  | 7.86%  | 15.51% |            | ○    |

時の内閣：第1次橋本内閣 解散日：1996年9月27日 公示日：1996年10月8日 （全国投票率：59.65%（8.11%））
| 当落 | 候補者名 | 年齢 | 所属党派   | 新旧 | 得票数    | 得票率 | 惜敗率 | 推薦・支持 | 重複 |
| ---- | -------- | ---- | ---------- | ---- | --------- | ------ | ------ | ---------- | ---- |
| 当   | 横路孝弘 | 55   | 民主党     | 元   | 102,577票 | 45.88% | ――     |            | ○    |
|      | 馬杉栄一 | 50   | 自由民主党 | 新   | 56,265票  | 25.17% | 54.85% |            | ○    |
|      | 小村貞三 | 49   | 日本共産党 | 新   | 32,703票  | 14.63% | 31.88% |            |      |
|      | 長谷川岳 | 25   | 無所属     | 新   | 32,019票  | 14.32% | 31.21% |            | ×    |